# Frasseto
Frasseto est une commune française située dans la circonscription départementale de la Corse-du-Sud et le territoire de la collectivité de Corse.

## Urbanisme

### Typologie
Au 1er janvier 2024, Frasseto est catégorisée commune rurale à habitat dispersé, selon la nouvelle grille communale de densité à sept niveaux définie par l'Insee en 2022.
Elle est située hors unité urbaine. Par ailleurs la commune fait partie de l'aire d'attraction d'Ajaccio, dont elle est une commune de la couronne,. Cette aire, qui regroupe 79 communes, est catégorisée dans les aires de 50 000 à moins de 200 000 habitants,.

### Occupation des sols
L'occupation des sols de la commune, telle qu'elle ressort de la base de données européenne d’occupation biophysique des sols Corine Land Cover (CLC), est marquée par l'importance des forêts et milieux semi-naturels (98,4 % en 2018), néanmoins en diminution par rapport à 1990 (100 %). La répartition détaillée en 2018 est la suivante : 
forêts (84 %), espaces ouverts, sans ou avec peu de végétation (11,7 %), milieux à végétation arbustive et/ou herbacée (2,7 %), zones urbanisées (1,6 %). L'évolution de l’occupation des sols de la commune et de ses infrastructures peut être observée sur les différentes représentations cartographiques du territoire : la carte de Cassini (XVIIIe siècle), la carte d'état-major (1820-1866) et les cartes ou photos aériennes de l'IGN pour la période actuelle (1950 à aujourd'hui).

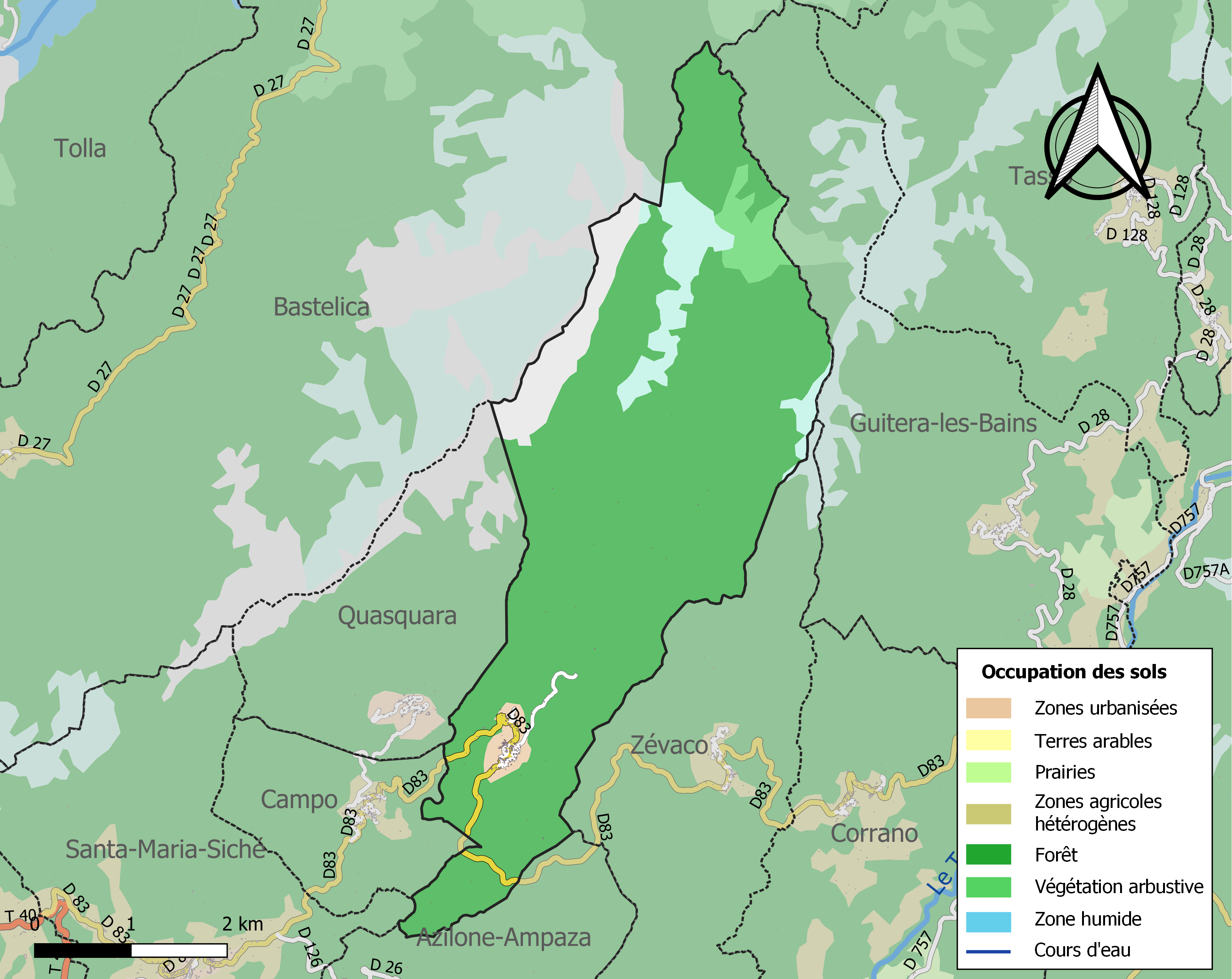
Carte des infrastructures et de l'occupation des sols de la commune en 2018 (CLC).

## Toponymie
En corse, le village s'appelle U Frassetu (prononcé [u vra.ˈseː.tu]), ce qui signifie littéralement la frênaie, l'endroit planté de frênes.

## Politique et administration
| Période                                  | Période  | Identité                  | Étiquette    | Qualité           |
| ---------------------------------------- | -------- | ------------------------- | ------------ | ----------------- |
| (maire en 1825)                          |          | Paolo Giordano Franceschi |              |                   |
| (maire en 1981)                          |          | Michel Mariani            |              |                   |
| 1995                                     | 2008     | Marc Antoine Mariani      |              |                   |
| 2008                                     | En cours | Paul Antona               | Nationaliste | Chef d'entreprise |
| Les données manquantes sont à compléter. |          |                           |              |                   |

## Démographie
L'évolution du nombre d'habitants est connue à travers les recensements de la population effectués dans la commune depuis 1800. Pour les communes de moins de 10 000 habitants, une enquête de recensement portant sur toute la population est réalisée tous les cinq ans, les populations de référence des années intermédiaires étant quant à elles estimées par interpolation ou extrapolation. Pour la commune, le premier recensement exhaustif entrant dans le cadre du nouveau dispositif a été réalisé en 2004.

En 2022, la commune comptait 142 habitants, en évolution de +23,48 % par rapport à 2016 (Corse-du-Sud : +7,61 %, France hors Mayotte : +2,11 %).
| 1800 | 1806 | 1821 | 1831 | 1836 | 1841 | 1846 | 1851 | 1856 |
| ---- | ---- | ---- | ---- | ---- | ---- | ---- | ---- | ---- |
| 652  | 624  | 634  | 528  | 596  | 656  | 653  | 571  | 450  |

| 1861 | 1866 | 1872 | 1876 | 1881 | 1886 | 1891 | 1896 | 1901  |
| ---- | ---- | ---- | ---- | ---- | ---- | ---- | ---- | ----- |
| 504  | 480  | 611  | 622  | 703  | 663  | 740  | 923  | 1 034 |

| 1906 | 1911 | 1921 | 1926 | 1931 | 1936 | 1946 | 1954  | 1962 |
| ---- | ---- | ---- | ---- | ---- | ---- | ---- | ----- | ---- |
| 722  | 906  | 904  | 916  | 926  | 969  | 407  | 1 027 | 234  |

| 1968 | 1975 | 1982 | 1990 | 1999 | 2004 | 2006 | 2009 | 2014 |
| ---- | ---- | ---- | ---- | ---- | ---- | ---- | ---- | ---- |
| 178  | 129  | 64   | 67   | 82   | 117  | 123  | 126  | 122  |

| 2019 | 2022 | - | - | - | - | - | - | - |
| ---- | ---- | - | - | - | - | - | - | - |
| 137  | 142  | - | - | - | - | - | - | - |

## Lieux et monuments
- Église Sainte-Trinité. Elle est inscrite à l'Inventaire général du patrimoine culturel[12].
- Source U Pozzu.
- Fontaine et place de Centuliri.
- Route qui mène au plateau d'Arusula.
- Bar Chez Raymond (1880).

## Personnalités liées à la commune
- Famille Bruschi
  - Le père, maçon italien, s'installe à Frasseto dans les années 1920
  - Les 5 fils s'engagent successivement dans la Légion étrangère.
  - Le cadet, Augusto Bruschi (8 mars 1920 - 14 mars 1941), s'engage le 2 septembre 1938 à Ajaccio. Mort pour la France le 14 mars 1941 à Keren (Érythrée), il est Compagnon de la Libération[13]